# Alta fidelidad (álbum)
Alta Fidelidad • Mercedes Sosa canta Charly García es un álbum de estudio de la cantante argentina Mercedes Sosa grabado en conjunto con el famoso músico argentino Charly García y lanzado en 1997. En el mismo recorren algunos de los éxitos de García, abarcando cada una de las etapas del artista, tanto Sui Generis, La Máquina de Hacer Pájaros, y Serú Girán, como también de su carrera solista.

## Grabación y lanzamiento
Fue lanzado al mercado en 1997, luego de bastante tiempo de abandono del proyecto, el cual estuvo a punto de no ser terminado dado los conflictos y desavenencias entre García y el famoso productor Joe Blaney, debido al caótico modo de trabajar del primero, que incluía sesiones día y noche sin pausas, y diversas maneras de grabar con las que Blaney no estaba de acuerdo. Luego de un tiempo con el trabajo sin terminar, la grabación se retomó, ahora a cargo de un productor más joven, con el cual finalmente el disco vio la luz.
El disco se iba a llamar Somos de acá, como dice la canción de Serú Girán Los sobrevivientes, escrita por Charly García. Sin embargo le pareció mejor el nombre Alta fidelidad, y se editó finalmente con éste.

## Lista de canciones
Todas las canciones escritas y compuestas por Charly García, excepto donde se indica. La canción 12 contiene música incidental de "Lucy in the Sky with Diamonds" (Lennon—McCartney) y de "Gracias a la vida" (de la cantautora chilena Violeta Parra). 
| N.º   | Título                                        | Duración |  |
| 1.    | «Cuchillos»                                   | 4:11     |  |
| 2.    | «Promesas sobre el bidet»                     | 3:19     |  |
| 3.    | «Rezo por vos» (Spinetta/García)              | 4:55     |  |
| 4.    | «Como mata el viento norte»                   | 2:49     |  |
| 5.    | «Cuando ya me empiece a quedar solo»          | 5:01     |  |
| 6.    | «Hablando a tu corazón»                       | 5:11     |  |
| 7.    | «Los sobrevivientes» (con Alfredo Alcón)      | 4:53     |  |
| 8.    | «El tuerto y los ciegos»                      | 2:48     |  |
| 9.    | «De mí»                                       | 4:27     |  |
| 10.   | «Cerca de la revolución»                      | 7:00     |  |
| 11.   | «Siempre puedes olvidar» (García/Cantilo)     | 5:18     |  |
| 12.   | «Plateado sobre plateado (Huellas en el mar)» | 4:05     |  |
| 53:58 |                                               |          |  |

## Músicos
- Charly García
- Mercedes Sosa
- Pedro Aznar
- Bernardo Baraj: saxo en "Plateado sobre plateado (Huellas en el mar)".
- Juan Bellia
- Andrés Calamaro
- Alejandro Del Racco: en "El tuerto y los ciegos".
- Erica Di Salvo
- Ulises Di Salvo
- Ciro Fogliatta: teclados en "Rezo por vos" y "Plateado sobre plateado (Huellas en el mar)".
- María Gabriela Epumer
- Rubén Georgis
- Pablo Guadalupe: percusión electrónica en "Hablando a tu corazón".
- Belén Guerra
- Juanse: guitarras en "Cerca de la revolución".
- Rubén Lobo
- Nito Mestre
- Migue García
- Rinaldo Rafanelli
- Rodolfo Ruiz
- Gabriel Said
- Mario Serra
- Luis Alberto Spinetta: coros en "Rezo por vos".

## Equipo de grabación
- Ingenieros de Grabación: Guido Nisenson, Maximiliano Miglin, Marco Sanz, Joe Blaney, Joe Johnson y Leandro Kurfirst
- Ingeniero de Mezcla: Joe Blaney
- Producción artística: Say No More

- Datos: Q5670790